# Frank Wedekind
Frank Wedekind (Hannover, 24. srpnja 1864. – München, 9. ožujka 1918.) bio je njemački književnik.
Počeo je kao novinar i glumac, pišući pjesme i pantomime. Njegova prva drama "Proljetno buđenje" ujedno je i njegov najpopularniji komad. Većinu i najvažniji dio njegova stvaralaštva čine drame u kojima glavno mjesto zauzima svijet nagona i strasti. Obara se na malograđanski moral i društvene ustanove i konvencije koje sputavaju čovjekovu iskonsku strast i ljubav. Wedekind ima veliko značenje za razvitak ekspresionizma u njemačkoj dramaturgiji, a izvršio je velik utjecaj i na mnoge pisce u srednjoj Europi.